# Stenorangelav
Stenorangelav (Caloplaca crenularia) är en lavart som först beskrevs av William Withering, och fick sitt nu gällande namn av J. R. Laundon. Stenorangelav ingår i släktet orangelavar och familjen Teloschistaceae.  Arten är reproducerande i Sverige. Inga underarter finns listade i Catalogue of Life.